# فرانسوا كزافييه دي شفارتز
فرانسوا كزافييه دي شفارتز (بالفرنسية: François Xavier de Schwarz)‏ هو ضابط فرنسي، ولد في 8 يناير 1762 في بادن في ألمانيا، وتوفي في 9 أكتوبر 1826 في Sainte-Ruffine ‏ في فرنسا.